# Servisch kruis

Servisch kruis

Het Servisch kruis (Servisch: Српски Крст, Srpski Krst) is een christelijk en heraldisch symbool, bestaande uit een kruisconstructie met vier očila's. Het kruis is een symbool van de Servisch-orthodoxe Kerk en, breder, van Servië en de Serviërs. Het Servisch kruis staat centraal in het wapen van Servië (en daarmee op de Servische vlag).
Očila's zijn stalen voorwerpen waarin bij religieuze gebeurtenissen vuur wordt gedragen. Daarnaast worden ze vaak als vier letters C gezien, staande voor: Само Слогу Србина спасава, Samo Sloga Srbina Spasava ("Alleen Eenheid Redt de Serviërs"/"Door de Eenheid van de Servische Geesten"') of "Sint Sava - Servisch(e) Patroon(heilige)" (Servisch: Cвeti Сава - Српска Слава, - Sveti Sava - Srpska Slava); in het Cyrillisch schrift wordt voor de S een C gebruikt). Dit gebruik was er ook bij de Byzantijnen: zij gebruikten vanaf de vierde eeuw een witte vlag met daarop een blauw kruis met in elk kwartier een blauwe letter B. Deze vier B's stonden voor het Griekse: Βασιλεύς Βασιλέων Βασιλεύων Βασιλευόντων, Basileus Basileōn, Basileuōn Basileuontōn ("Koning der Koningen Regerend over hen die Regeren"), het motto van het keizerrijk.